# Імплозивні приголосні
Імплозивні приголосні (від ім… і лат. plodo — б'ю, ляскаю) — підвид проривного приголосного, при вимові котрого повітря надходить до глотки та виходить з легень. Завдяки цьому, на відміну від абруптивних, імплозивні можуть зазнавати фонації.

## Походження терміна
Теорію «імплозії-експлозії» розробив Фердинанд де Соссюр. Склад являє собою хвилю розмикання і змикання.